# Tolna chionopera
Tolna chionopera är en fjärilsart som beskrevs av Druce 1912. Tolna chionopera ingår i släktet Tolna och familjen nattflyn. Inga underarter finns listade i Catalogue of Life.